# Ophiomusium canaliculatum
Ophiomusium canaliculatum är en ormstjärneart som beskrevs av Hubert Lyman Clark 1917. Ophiomusium canaliculatum ingår i släktet Ophiomusium och familjen Ophiolepididae. Inga underarter finns listade i Catalogue of Life.